# 傑瑟普 (馬里蘭州)
傑瑟普（英語：Jessup）是位於美國馬里蘭州安妮阿倫德爾縣及霍華德縣的一個普查規定居民點。

## 人口
根據2020年美國人口普查的數據，傑瑟普的面積為15.68平方千米，當中陸地面積為15.61平方千米，而水域面積為0.02平方千米。當地共有人口10535人，而人口密度為每平方千米671.88人。